# Albert Snoy
Pour les articles homonymes, voir Snoy.
Albert Snoy, né à Bruxelles le 1er mars 1850 et mort à Menton le 7 janvier 1897, est un banquier et homme politique belge.

## Biographie
Albert Snoy est le fils du baron Philippe Snoy (1811-1856), bourgmestre de Melsbroek, et de Caroline Powis de Tenbossche. Il épouse Caroline Cogels, petite-fille d'Edouard Cogels.
Il est fondateur et président de la Banque d'Escompte et de Travaux à Bruxelles.

## Fonctions et mandats
- Bourgmestre de Melsbroek
- Conseiller provincial du Brabant : 1885-1894
- Membre du Sénat belge : 1894-1897
- Questeur du Sénat

## Sources
- Jean-Luc De Paepe & Christiane Raindorf-Gérard, Le Parlement belge, 1831-1894. Données biographiques, Brussel, 1996.
- Oscar Coomans de Brachène, État présent de la noblesse belge, Annuaire 1998, Brussel, 1998.